# آشوراجو نو هیتومی
آشوراجو نو هیتومی (به ژاپنی: 阿修羅城の瞳 Ashurajō no Hitomi) فیلمی در ژانر ترسناک به کارگردانی یوجیرو تاکیتا است که در سال ۲۰۰۵ اکران شد. از بازیگران آن می‌توان به ری میازاوا، اریکا ساواجیری، فومیو کوهیناتا، و یوکیجیرو هوتارو اشاره کرد.